# Orthoporus ornatus
Orthoporus ornatus är en mångfotingart som först beskrevs av Girard 1853.  Orthoporus ornatus ingår i släktet Orthoporus och familjen Spirostreptidae. Inga underarter finns listade i Catalogue of Life.